# Kominform
Kominform (Biuro Informacyjne Partii Komunistycznych i Robotniczych) – organizacja międzynarodowa zrzeszająca europejskie partie komunistyczne, powstała w 1947 roku.

## Historia
Biuro zostało utworzone 27 września 1947 na naradzie partii komunistycznych i robotniczych w Szklarskiej Porębie – Józef Stalin zwołał konferencję w odpowiedzi na kontrowersje wśród komunistycznych rządów europejskich, czy wziąć udział w paryskiej konferencji dotyczącej planu Marshalla w lipcu 1947 roku. Ze strony ZSRR konferencją kierował Andriej Żdanow, który wygłosił referat stwierdzający, że wobec ofensywy „amerykańskiego imperializmu”, który rzekomo doprowadził do powstania dwóch obozów („imperialistycznego” i „demokratycznego”) należy „zewrzeć szeregi” i powołać stały organ „konsultacyjny” partii komunistycznych. Na konferencji pomysł utworzenia Kominformu popierali przede wszystkim przedstawiciele WKP(b) i Komunistycznej Partii Jugosławii, natomiast pozostali uczestnicy zajęli raczej bierne stanowisko; ze strony PPR ideę mocno popierał Hilary Minc, natomiast Władysław Gomułka był sceptyczny wobec powołania Biura.
Pierwszą siedzibą Kominformu był Belgrad, po wykluczeniu z Kominformu Komunistycznej Partii Jugosławii w czerwcu 1948 roku centrala organizacji została przeniesiona do Bukaresztu. Celem Biura była koordynacja działań partii komunistycznych kierowanych przez ZSRR, de facto było ono narzędziem polityki sowieckiej. Był nową wersją rozwiązanego formalnie 15 maja 1943 Kominternu.
W lutym 1949 Kominform zorganizował w Karlovych Varach konferencję  poświęconą walce z religią. Szczegóły tych obrad nie są dokładnie znane. Wiadomo jednak, że w ich trakcie ujednolicono strategię walki z religią, a od czasu tej konferencji działania komunistów przeciwko Kościołom i związkom wyznaniowym zdecydowanie się zaostrzyły. Jedną z akcji o propagandowym znaczeniu była inspirowana przez ZSRR akcja zbierania podpisów pod apelem sztokholmskim przeciwko zbrojeniom nuklearnym, która miała miejsce wiosną 1950. Poparcia apelu wymagano również od Kościołów i związków wyznaniowych, a odmowę złożenia podpisu traktowano jako wspieranie „amerykańskich imperialistów” i sprzeciw wobec „pokojowej polityki” ZSRR. Odmowa stawała się dogodnym pretekstem do rozpoczęcia szykan. Natomiast osoby cywilne, które nie złożyły podpisu, musiały liczyć się z utratą pracy.
Kominform, w praktyce nieodgrywający istotnej roli i w maju 1955 de facto zastąpiony przez Układ Warszawski, został oficjalnie rozwiązany w kwietniu 1956.

## Partie członkowskie
- Bułgarska Partia Komunistyczna
- Komunistyczna Partia Czechosłowacji
- Francuska Partia Komunistyczna
- Komunistyczna Partia Jugosławii, do momentu wykluczenia jej w czerwcu 1948
- Wszechzwiązkowa Komunistyczna Partia (bolszewików), (od października 1952: Komunistyczna Partia Związku Radzieckiego)
- Polska Partia Robotnicza (od grudnia 1948: Polska Zjednoczona Partia Robotnicza)
- Komunistyczna Partia Rumunii (od 1948 jako Rumuńska Partia Robotnicza)
- Komunistyczna Partia Węgier
- Włoska Partia Komunistyczna
- Socjalistyczna Partia Jedności Niemiec od października 1949 r. (w 1948 roku odmówiono partii członkostwa)[2].